# Alba de Tormes (kommunhuvudort)
Alba de Tormes är en kommunhuvudort i Spanien.   Den ligger i provinsen Provincia de Salamanca och regionen Kastilien och Leon, i den centrala delen av landet, 160 km väster om huvudstaden Madrid. Alba de Tormes ligger 835 meter över havet och antalet invånare är 4 881.
Terrängen runt Alba de Tormes är platt. Runt Alba de Tormes är det mycket glesbefolkat, med 5 invånare per kvadratkilometer. Närmaste större samhälle är Santa Marta de Tormes, 16,8 km nordväst om Alba de Tormes. Trakten runt Alba de Tormes består till största delen av jordbruksmark.